# Герхард Шредер (міністр)
Герхард Шредер (нім. Gerhard Schröder, (1910–1989) — німецький державний і політичний діяч, дипломат.

## Життєпис
Народився 11 вересня 1910 року в місті Саарбрюкен.
З 1953 по 1961 — федеральний міністр внутрішніх справ ФРН.
З 1961 по 1966 — федеральний міністр закордонних справ ФРН.
З 1966 по 1969 — федеральний міністр оборони ФРН.
У 1969 — балотувався на посаду Президента Німеччини, але поступився кандидату Густавові Гайнемангу.
31 грудня 1989 — помер у місті Кампен.

## Нагороди
- Спортивний знак СА (1934)
- Залізний хрест 2-го класу (1942)
- Нагрудний знак «За поранення» в чорному (1942)
- Медаль «За зимову кампанію на Сході 1941/42» (1942)
- Холмський щит (1942)
- Золотий почесний знак «За заслуги перед Австрійською Республікою» (1962)
- Орден «За заслуги перед Італійською Республікою», великий хрест (1965)
- Орден Ізабелли Католички, великий хрест (Іспанія) (1966)
- Орден Христа, великий хрест (Португалія)